# Mnàsees de Beirut
Mnàsees (grec antic: Μνασέας, llatí: Mnaseas) fou un escriptor grec natural de Beirut. És conegut només per una referència a la Suïda, on es diu que va escriure sobre τέχνη ῥητορική καὶ περὶ Ἀττικῶν ὀνομάτων, és a dir, de l'art de la retòrica i sobre mots àtics. D'aquesta darrera informació se sol deduir que s'adheria al corrent de l'aticisme i que, per tant, va viure entorn del segle ii dC.